# Bina Rai
Bina Rai, née le 13 juillet 1931 à Lahore (Pendjab) et morte d'un arrêt cardiaque le 6 décembre 2009 à Mumbai (Maharashtra), est une actrice indienne.

## Biographie
Bina Rai naît à Lahore dans l'état du Penjab, le 6 décembre 2009, durant l'Inde britannique. En 1947, sa famille est déracinée du Penjab lors de la frénésie communale et se réinstalle dans l'état d'Uttar Pradesh. Elle étudie à l’école de Lahore, puis à l’université d’informatique de Lucknow, dans l’Uttar Pradesh. Bina Rai vit ensuite à Kanpur jusqu'à son déménagement. Elle a dû convaincre ses parents de la laisser tourner dans des films. Elle a affirmé avoir entamé une grève de la faim pour convaincre ses parents désapprobateurs jusqu'à ce qu'ils acceptent qu’elle entame une carrière dans le cinéma indien.

## Filmographie
- 1951 : Kali Ghata
- 1952 : Sapna
- 1953 : Anarkali
- 1953 : Aurat
- 1953 : Gauhar
- 1953 : Shagufa
- 1953 : Shole
- 1954 : Meenar
- 1954 : Prisoner of Golconda
- 1955 : Insaniyat
- 1955 : Madh Bhare Nain
- 1955 : Marine Drive
- 1955 : Sardar
- 1956 : Chandrakant
- 1956 : Durgesh Nandini
- 1956 : Hamara Watan
- 1957 : Bandi
- 1957 : Chengiz Khan
- 1957 : Hill Station
- 1957 : Mera Salaam
- 1957 : Sammundar
- 1957 : Talaash
- 1960 : Ghunghat
- 1962 : Vallah Kya Baat Hai
- 1963 : Taj Mahal
- 1966 : Daadi Maa
- 1967 : Ram Rajya
- 1968 : Apna Ghar Apni Kahani